# Stanisław Bieliński
Stanisław Bieliński (ur. 13 stycznia 1920 w Krakowie, zm. 28 października 1995 w Warszawie) – polski aktor teatralny, filmowy i telewizyjny, reżyser.

## Życiorys
W latach 1937–1939 studiował budowę maszyn na Politechnice Gdańskiej. Okupację spędził w Warszawie, gdzie m.in. walczył w powstaniu. Był żołnierzem Armii Krajowej.
W latach 1945–1946 występował w Teatrze „Siedem Kotów”. 1 listopada 1948 zadebiutował oficjalnie na deskach Teatru Kameralnego Domu Żołnierza w Łodzi rolą Freda w sztuce Kadet Winslow Terence’a Rattigana w reż. Erwina Axera. W 1949 zdał aktorski egzamin eksternistyczny. W 1955 ukończył studia na Wydziale Reżyserskim Państwowej Wyższej Szkoły Teatralnej w Warszawie, a w 1960 uzyskał dyplom na tej uczelni.
W następnych latach występował w Teatrze Kameralnym Domu Żołnierza w Łodzi (1948–1950) oraz na scenach stołecznych: Teatru Polskiego (1950–1953), Teatru Narodowego (1954–1957), Teatru Współczesnego (1958–1963, 1974–1980, 1983–1989) i Teatru Dramatycznego (1963–1966). W latach 1966–1972 był dyrektorem Teatru im. Wandy Siemaszkowej w Rzeszowie, a w latach 1972–1974 Lubuskiego Teatru im. Leona Kruczkowskiego w Zielonej Górze.
Był wieloletnim członkiem ZASP-u; w latach 1991–1993 przewodniczącym Sekcji Reżyserów.
Występował w Teatrze Telewizji, m.in. w spektaklach: Mordercy według Ernesta Hemingwaya w reż. Konrada Swinarskiego (1955), Żegnaj doktorze Picot Lode Vaestrate w reż. Jerzego Gruzy (1958), Bal manekinów Brunona Jasieńskiego w reż. Zygmunta Hübnera (1961), Brat marnotrawny Oscara Wilde’a w reż. Andrzeja Szafiańskiego (1961), Stranitzky i bohater narodowy Friedricha Dürrenmatta w reż. Zygmunta Hübnera (1962), Biedermann i podpalacze Maksa Frischa w reż. Erwina Axera (1964), Volpone Bena Jonsona w reż. Zygmunta Hübnera (1965), Dni Turbinych Michaiła Bułhakowa w reż. Jerzego Antczaka (1965), Jegor Bułyczow i inni Maksima Gorkiego (1975) i Grupa Laokoona Tadeusza Różewicza (1978) – oba przedstawienia w reż. Zygmunta Hübnera oraz w sztuce Każdemu, co mu się należy (od mafii) Leonarda Sciascii w reż. Juliusza Janickiego (1980), a także w epizodzie w Słomkowym kapeluszu Eugène’a Labiche’a w reż. Jerzego Gruzy (1995).
Wyreżyserował również na tej scenie sztuki Śmieszna historia Armanda Salacrou (1958) oraz dwukrotnie Graczy Nikołaja Gogola (1959 i 1976).

## Filmografia
- Ulica Graniczna (1948) – żandarm przeprowadzający rewizję
- Miasto nieujarzmione (1950) – kierowca, żołnierz polski
- Szczęściarz Antoni (1960) – księgarz
- Szatan z siódmej klasy (1960) – bibliotekarz Rozbicki
- Drugi brzeg (1962) – Henryk, więzień polityczny
- Ubranie prawie nowe (1963) – dyrektor
- Godzina pąsowej róży (1963)
- Pierwszy dzień wolności (1964) – oficer w oflagu
- Lekarstwo na miłość (1965) – kasjer
- Głos ma prokurator (1965)
- Chudy i inni (1966) – kierownik budowy
- Hubal (1973) – członek oddziału „Hubala”
- Doktor Judym (1975) – lekarz, gość spotkania u Czeniszów
- Polskie drogi (serial telewizyjny) (1977) – leśnik przy zrzucie (odc. 8. Bez przydziału)
- Akcja pod Arsenałem (1977) – lekarz
- Justyna (1978) – przedstawiciel dyrekcji kombinatu na otwarciu teatru
- Prom do Szwecji (1979) – antykwariusz Gerber
- Godzina „W” (1979) – ojciec Andrzeja
- Doktor Murek (serial telewizyjny) (1979) – bezdomny w noclegowni (odc. 3.)
- Zamach stanu (1980) – obrońca w procesie brzeskim
- Punkt widzenia (serial telewizyjny) (1980) – nadleśniczy Kazimierz Michlewski (odc. 6. i 7.)
- Powstanie Listopadowe. 1830–1831 (1980) – generał Stanisław Potocki
- Przyjaciele (serial telewizyjny) (1981) (odc. 5. Walka)
- Najdłuższa wojna nowoczesnej Europy (serial telewizyjny) (1981) – komornik zajmujący majątek Chłapowskich (odc. 2. Lancet i pług)
- Na odsiecz Wiedniowi (1983) – generał Sternberg
- Przybłęda (1984)
- 111 dni letargu (1984) – więzień
- Temida (serial telewizyjny) (1985) – obrońca (odc. 1. Sprawa hrabiego Rottera)
- Zmiennicy (serial telewizyjny) (1986) – kierowca udający księdza (odc. 5. Safari)
- Śmieciarz (serial telewizyjny) (1987) (odc. 3.)
- Sami dla siebie (1987) – lekarz
- Oszołomienie (1988) – dyrektor teatru
- Po własnym pogrzebie (1989) – ksiądz
- Napoleon (serial telewizyjny) (1990) – szambelan Walewski (odc. 3. Maria Walewska)
- Pierścionek z orłem w koronie (1992) – kolejarz
- Kuchnia polska (serial telewizyjny) (1992) – ojciec Kowalczyka (odc. 3.)
- Sortez des rangs (1995)
- Matki, żony i kochanki (serial telewizyjny) (1995) – ojciec Cezarego (seria I)

## Odznaczenia
- Krzyż Kawalerski Orderu Odrodzenia Polski
- Złoty Krzyż Zasługi (1979)
- Warszawski Krzyż Powstańczy (1982)
- Odznaka „Zasłużony Działacz Kultury” (1979)
- Odznaka „Za zasługi dla województwa rzeszowskiego” (1972)